# Acacia citrinoviridis
Acacia citrinoviridis — вид квіткових рослин з родини бобових. Ареал: Австралія (пн.-зх. Західна Австралія).

## Екологія
Росте вздовж струмків і річок у напівпосушливих землях на північ від Карнарвона та Мікатарри, де це дерево часто розташоване в скелястих руслах річок і струмків, на кам'янистих рівнинах і скелястих хребтах, що ростуть у кам'янистих суглинках або глинистих суглинках, наносах або червоних піщаних ґрунтах.

## Біоморфологічна характеристика
Дерево зазвичай досягає висоти приблизно від 5 до 15 метрів і часто має пониклий вигляд. Зазвичай він має лише один стовбур і має сіру тріщинисту кору на стовбурі та більших гілках. Філодії мають сіро-оливковий колір і можуть досягати 12 сантиметрів у довжину та близько 1 сантиметра в ширину. Квітки жовті, зібрані в циліндричні китиці. Стручки мають довжину близько 8 сантиметрів і мають лимонно-зелене повстяне покриття.